# Spillen
Spillen är namnet på två sjöar där den södra, övre, ligger i helt i Vimmerby kommun i Småland medan den norra till största delen ligger i Kinda kommun i Östergötland - resten ligger i Vimmerby och Västerviks kommuner. De båda sjöarna åtskiljs genom en cirka 200 meter lång bäck. Vid den norra sjön ligger Vårdslunda, Kinda kommun och Tallsebo, Kinda kommun, och vid den södra ligger Käringetorp, Vimmerby kommun.
- Spillen, Småland, sjö i Vimmerby kommun, 57°51′06″N 16°04′01″Ö / 57.8516°N 16.0669°Ö (1,71 km²)
- Spillen, Östergötland, sjö i Kinda kommun, Vimmerby kommun och Västerviks kommun, 57°52′56″N 16°03′02″Ö / 57.8822°N 16.0505°Ö (3,1 km²)